# Steel (pel·lícula)
Steel és una pel·lícula estatunidenca dirigida per Kenneth Johnson, estrenada l'any 1997. Ha estat doblada al català.

## Argument
John Henry Irons fabrica armes equipades de tecnologies punteres per a l'exèrcit americà. Després d'un incident que ha costat les cames a la seva companya Susan Sparks, Irons dimiteix. Nathaniel Burke, el soldat responsable de l'incident, és despatxat de l'exèrcit i vola armes modificades d'Irons per vendre-les a organitzacions criminals.

## Repartiment
- Shaquille O'Neal: John Henry Anirem
- Annabeth Gish: Susan Sparks
- Judd Nelson: Nathaniel Burke
- Richard Roundtree: Oncle Joe
- Irma P. Hall: Àvia Odessa
- Ray J: Martin
- Harvey Silver: Lamont
- Charles Napier: el coronel David
- Kerrie Keane: el senador Nolan
- Tembi Locke: Norma
- Thom Barry: el sergent Marcus
- Hill Harper: Slats
- Rutanya Alda: Mme Hunt
- John Hawkes: Mugger

## Acollida
El film ha estat un greu fracàs comercial, informant només 1,7 milions de dòlars al box-office americà.
Obté un 12 % de critiques positives, amb una nota mitjana de 3/10 i amb 25 critiques recollides, en el lloc Rotten Tomatoes.